# El mago de Oz
El mago de Oz (título original: The Wizard of Oz) es una película musical, fantástica estadounidense, de 1939, producida por Metro-Goldwyn-Mayer (aunque ahora Warner Bros. Discovery posee los derechos de la película), y protagonizada por Judy Garland, Frank Morgan, Ray Bolger, Jack Haley, Bert Lahr, Billie Burke y Margaret Hamilton. En la actualidad, es considerada una película de culto, a pesar de su proyecto inicial como fábula cinematográfica infantil.
La película está basada asimismo en la novela infantil El maravilloso mago de Oz, de L. Frank Baum, en la cual una niña estadounidense es arrastrada por un tornado en el estado de Kansas hasta una tierra de fantasía donde habitan brujas buenas y malas, un espantapájaros que habla, un león cobarde, un hombre de hojalata y otros seres extraordinarios.
Notable por su uso del Technicolor, la narración fantástica, su partitura musical y los personajes inusuales, con los años se ha convertido en un ícono de la cultura popular estadounidense. Fue nominada a seis premios Óscar en la 12.ª entrega, incluyendo mejor película. Ganó en otras dos categorías, incluyendo mejor canción original, por «Over the Rainbow» y mejor banda sonora, por Herbert Stothart.
A pesar de recibir críticas positivas, la película fue un fracaso de taquilla en su estreno inicial. Fue la producción más cara de MGM hasta la fecha y no recuperó completamente la inversión del estudio ni obtuvo ganancias hasta sus reestrenos en 1949.
Su lanzamiento para televisión en 1956 por la cadena CBS reintrodujo la película a un público más amplio y, con el paso de los años, su presentación anual se convirtió en una tradición, haciéndola una de las películas más conocidas en la historia del cine.
Es uno de lοs pocos filmes considerados Memoria del Mundo por la Unesco (otros son los filmes documentales de los hermanos Lumière, Los olvidados, dirigida por Luis Buñuel, de 1950, y Metrópolis de Fritz Lang, de 1927).
En 1989, la película fue considerada «cultural, histórica y estéticamente significativa» por la Biblioteca del Congreso de Estados Unidos y seleccionada para su preservación en el National Film Registry. Está considerada como el tercer mejor musical del cine estadounidense por el American Film Institute.

## Argumento

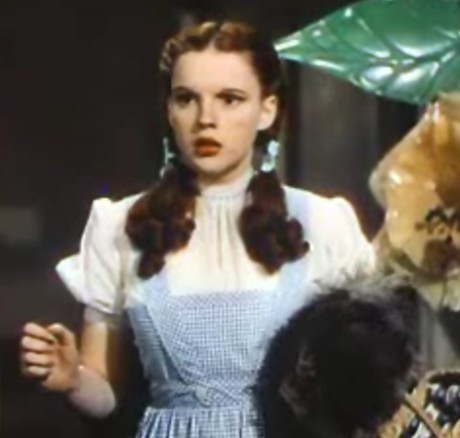
Dorothy (Judy Garland) descubriendo que ya no está en Kansas.

La huérfana Dorothy Gale (Judy Garland) vive una vida sencilla en una granja en Kansas con su tía Emm (Clara Blandick), su tío Henry y tres pintorescos peones: Hunk (Ray Bolger), Zeke (Bert Lahr) y Hickory (Jack Haley). Un día, la severa vecina Miss Gulch (Margaret Hamilton) es mordida por el perro de Dorothy, Totó. Miss Gulch se lo lleva por orden del sheriff, a pesar de las apasionadas protestas de tía Emm y de tío Henry. Totó escapa y regresa junto a Dorothy, quien se alegra enormemente, pero luego, al darse cuenta de que Miss Gulch regresará, opta por huir, llevándose a Totó, en busca de una vida mejor «en algún lugar sobre el arco iris
».
En su viaje, Dorothy se encuentra al supuesto adivino «Profesor Maravilla» (Frank Morgan), que, con la intención de que la niña vuelva a su hogar, la engaña haciéndole creer que la tía Emm está enferma. Dorothy se apresura de vuelta a la granja, pero un repentino tornado se desata y fuerza a la familia a esconderse en un sótano fuera de la casa. Dorothy busca a la tía Emm por toda la casa, pero al entrar a su habitación, el marco de la ventana se rompe a causa de los fuertes vientos y golpea a Dorothy en la cabeza, dejándola inconsciente.
Una confundida Dorothy despierta para descubrir que la casa ha sido atrapada por el tornado. A través de la ventana de la habitación, ve a Miss Gulch volando sobre su bicicleta, y luego se transforma en una bruja montada en una escoba. Momentos después, el tornado deja caer la casa con Dorothy y Totó sobre la Tierra de Oz.
Glinda, la Bruja Buena del Norte (Billie Burke), llega y le informa a Dorothy que se encuentran en Munchkinland (Pequeñilandia en la versión española). Le dice a Dorothy que ha matado a la Bruja Mala del Este 'dejando caer una casa' encima de ella. La bruja calzaba unos zapatos de rubíes.
Animados por Glinda, los tímidos munchkins salen de sus escondites y celebran el deceso de la bruja hasta que su hermana, la Bruja Mala del Oeste (también interpretada por Margaret Hamilton), aparece para reclamar sus zapatos de rubí. Glinda transporta mágicamente los zapatos a los pies de Dorothy y le recuerda a la bruja que su poder no tiene efectos en Munchkinland. La bruja jura vengarse de Dorothy y desaparece mágicamente. Glinda le dice a Dorothy que la única manera de regresar a Kansas es pidiéndole ayuda al misterioso Mago de Oz, el cual vive en Ciudad Esmeralda, y que para ir allí tiene que seguir el Camino Amarillo.
En su camino, Dorothy se hace amiga del Espantapájaros (Ray Bolger), quien desea un cerebro, el Hombre de Hojalata (Jack Haley), quien desea un corazón, y del León Cobarde (Bert Lahr), quien desea valor. Los tres deciden acompañar a Dorothy al encuentro del Mago, con la esperanza de poder satisfacer sus deseos. Durante el camino, son atormentados por numerosos intentos fallidos de la Bruja Mala del Oeste para detenerlos.
Al fin llegan a Ciudad Esmeralda, y sólo consiguen entrar al palacio después de que la bruja vuele sobre ellos, escribiendo en el cielo con su escoba humeante «RÍNDETE DOROTHY». El Mago (también interpretado por Frank Morgan) aparece como una terrorífica cabeza flotante rodeada de fuego y humo. Acepta ayudarlos sólo si demuestran ser dignos apoderándose de la escoba voladora de la Bruja Mala del Oeste.
En su camino al castillo de la bruja, los atacan unos monos voladores que se llevan a Dorothy y a Totó y los entregan a la bruja, quien reclama las zapatillas de rubí. Cuando Dorothy se niega, la bruja trata de quitárselas, pero una lluvia de chispas que emergen de las zapatillas la detiene. Al comprender que no podrá quitarle las zapatillas mientras Dorothy esté viva, trama cómo destruirla.

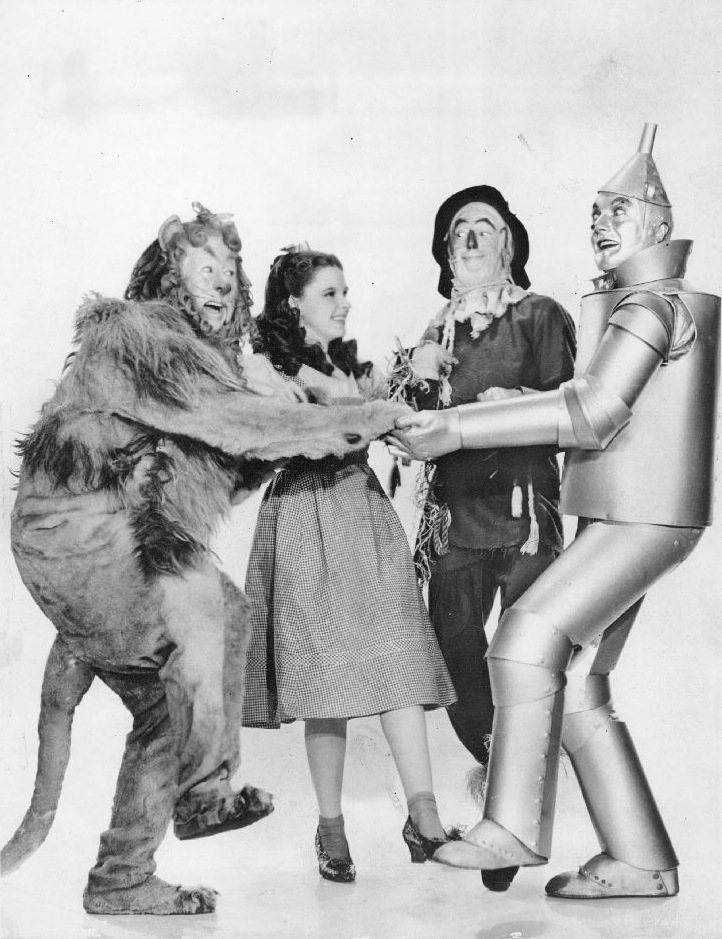
Los personajes principales (de izquierda a derecha): El León Cobarde; Dorothy; el Espantapájaros y el Hombre de Hojalata.

Totó escapa y encuentra al Espantapájaros, al Hombre de Hojalata y al León en el Bosque Embrujado y los guía hasta el castillo, donde entran disfrazados con la ropa de tres soldados a quienes han dejado inconscientes. Una vez dentro, liberan a Dorothy e intentan escapar, pero son cercados en una terraza por la bruja y sus soldados. La bruja quema la punta de su escoba con un candelabro y prende fuego al Espantapájaros. Dorothy toma una cubeta de agua para apagarlo, pero accidentalmente moja a la horrorizada bruja, quien a causa de esto se derrite. Para la sorpresa del grupo, los soldados los aclaman. Ellos le dan a Dorothy la escoba de la bruja como agradecimiento por haberles liberado de ella. De regreso adonde el Mago, Dorothy le da la escoba al mago, pero este trata de inventar excusas para retrasar las peticiones del grupo. Entonces Totó, al tirar del cordón de una cortina cercana, revela la inesperada verdad: el «Mago» es un hombre normal y corriente (que, de hecho, luego revelará que era un aeronauta de Kansas que llegó a Oz en globo) que usa trucos de ilusionista para parecer un mago. 
Al saberlo, Dorothy y sus amigos se sienten estafados, pero el mago resuelve sus deseos a través del sentido común: al Espantapájaros le da un diploma que amerita el título de «Doctor del Pensamiento», al Hombre de Hojalata le da un reloj con forma de corazón que simula los sonidos que hace un corazón latiendo, y al león le entrega una medalla de valor que lo nombra miembro de «La Legión del Coraje». Promete llevar a Dorothy a casa en el mismo globo en que llegó a Oz, dejando al Espantapájaros, al Hombre de Hojalata y al León a cargo de Ciudad Esmeralda. Justo antes de despegar, Totó salta de la canasta del globo para perseguir un gato. Dorothy salta para atraparlo y el Mago, incapaz de controlar el globo, se va sin ella. Dorothy se resigna tristemente a pasar el resto de su vida en Oz hasta que Glinda aparece y le dice que puede usar las zapatillas de rubí para regresar a casa con Totó. Glinda le explica que no se lo dijo en un principio porque la niña necesitaba aprender que «Si no puedes encontrar el deseo de tu corazón en tu propio patio, entonces nunca lo perdiste realmente».
Dorothy se despide de sus amigos llena de lágrimas y sigue las instrucciones de Glinda de «golpea tus talones juntos 3 veces y repite las palabras 'No hay lugar como el hogar' (en la versión en español dice 'Se está mejor en casa que en ningún sitio')». Ella se despierta en la habitación de su casa rodeada de su familia y amigos y les cuenta su viaje. Todos se ríen y le dicen que todo fue un mal sueño. Una feliz Dorothy, todavía convencida de que el viaje fue real, abraza a Totó y le dice «Realmente no hay lugar como el hogar».

## Reparto
| Personaje                                            | Actor original    | Actor de doblaje              | Actor de doblaje |
| ---------------------------------------------------- | ----------------- | ----------------------------- | ---------------- |
| Dorothy (Dorita, en español)                         | Judy Garland      | María Antonieta de las Nieves | Elsa Fábregas    |
| Hunk / Espantapájaros                                | Ray Bolger        | Carlos Becerril               | Fernando Ulloa   |
| Hickory (Achicoria, en español) / Hombre de Hojalata | Jack Haley        | Luis Bayardo                  | José Sanchiz     |
| Zeke (Leoncio, en español) / León Cobarde            | Bert Lahr         | Guillermo Romano              | José María Ovies |
| Mago de Oz / Profesor Maravillas                     | Frank Morgan      | Eduardo Arozamena Pasarón     | José Casín       |
| Tía Em (Tía Emma)                                    | Clara Blandick    | Rosario Muñoz Ledo            | Carmen Illescas  |
| Tío Henry (Tío Enrique)                              | Charley Grapewin  | Arturo Fernández              | Celedonio Merino |
| Glinda, la bruja buena del Norte                     | Billie Burke      | Teresita Escobar              | Lolita Durán     |
| Srta. Gulch / Malvada Bruja del Oeste                | Margaret Hamilton | María Santander               | Carmen Robles    |

## Producción

### Antecedentes y redacción del guion
En enero de 1938 la productora de cine Metro-Goldwyn-Mayer (MGM) adquirió los derechos de la novela El maravilloso mago de Oz (1900), que estaban en posesión de Samuel Goldwyn y cuya idea era ofrecerle el papel del Espantapájaros al actor Eddie Cantor, en ese entonces contratado por Samuel Goldwyn Productions. La intención de MGM era emular el éxito que había tenido Walt Disney con el largometraje Snow White and the Seven Dwarfs (1937), una adaptación del cuento de hadas Blancanieves.
Múltiples guionistas, e incluso parte del elenco y del equipo de producción, intervinieron en el guion de El Mago de Oz, cuya versión definitiva quedó concluida el 8 de octubre de 1938. Por ejemplo, una de las propuestas iniciales corrió a cargo de William H. Cannon, asistente del director de la película, Mervyn LeRoy. En su resumen de cuatro páginas, Cannon omitió varios de los elementos mágicos de la obra original pues consideraba que el cine de fantasía no tenía buenas recaudaciones. Concibió al Espantapájaros como un individuo cuyo oficio era espantar a los cuervos de los sembradíos de maíz debido a su escasa habilidad intelectual, mientras que el Hombre de hojalata había sido condenado a vivir en un traje de hojalata como consecuencia de sus antecedentes criminales. Esta versión compartía similitudes con la adaptación cinematográfica de 1925 dirigida por Larry Semon, la cual también carece de los aspectos fantásticos presentes en el libro.
Posteriormente, LeRoy contactó a un equipo de guionistas para que trabajaran de manera simultánea e independiente en sus propios bosquejos; la versión de Herman J. Mankiewicz tuvo una extensión de cincuenta y seis páginas, mientras que la del poeta Ogden Nash era de apenas cuatro. Finalmente Noel Langley completó un tratamiento inicial de cuarenta y tres páginas que hizo acompañar de hasta cuatro guiones preliminares, uno de los cuales ya incluía los temas musicales escritos por Harold Arlen y Yip Harburg. Aunque Florence Ryerson y Edgar Allan Woolf, por solicitud de LeRoy, hicieron algunas modificaciones al trabajo de Langley para darle más fidelidad con respecto a la novela original, el productor Arthur Freed prefirió seguir adelante con la propuesta original de Langley. Durante el proceso de rodaje, el guion estuvo sujeto a cambios adicionales a cargo de Victor Fleming, John Lee Mahin y los actores Haley y Lahr. Cabe mencionar que los productores no acreditaron las aportaciones de otros escritores e integrantes del equipo de producción, como es el caso de Irving Brecher, Herbert Fields, Arthur Freed, Yip Harburg, Samuel Hoffenstein, Jack Mintz, Sid Silvers, Richard Thorpe, George Cukor y King Vidor.
Dado que los productores pensaban que «la audiencia era demasiado sofisticada para aceptar a Oz como un lugar de fantasía» pero a la vez querían atraer a un público juvenil mediante la inclusión de elementos contemporáneos, uno de los guiones visualizó las escenas ambientadas en Oz como una extensa secuencia onírica en la que los personajes se ven forzados a participar en un certamen musical organizado por una princesa mimada y egoísta que había prohibido cualquier expresión musical con excepción de la música clásica y la opereta. Al final, Dorothy ganaba el concurso con su estilo de canto swing. Con base en lo anterior, se tenía considerada a la actriz Betty Jaynes para este rol.

## Efectos especiales, maquillaje y vestuario
Arnold Gillespie, el director de efectos especiales de la película, empleó varias técnicas. El desarrollo de la escena del tornado, por ejemplo, fue especialmente caro. Gillespie utilizó tela de muselina para hacer flexible el tornado, después de que fracasara un intento anterior con goma. Colgó 11 metros de muselina de una grúa de acero y conectó la parte inferior a una vara. Moviendo la grúa y la vara podía crear la ilusión de un tornado moviéndose por el escenario. Para completar el efecto, se roció tierra de batán desde arriba y desde abajo con mangueras de aire comprimido. La casa de Dorothy se recreó con una maqueta. El material de archivo de este tornado se recicló más tarde para una escena culminante de la película musical de 1943 Cabin in the Sky, dirigida por Vincente Minnelli, que acabaría siendo el segundo marido de Judy Garland.
Las máscaras del León y el Espantapájaros estaban hechas de espuma de látex creada por el maquillador Jack Dawn. Dawn fue uno de los primeros en utilizar esta técnica. Tardaba una hora cada día en despegar lentamente la máscara pegada de la cara de Bolger, un proceso que acabó dejando líneas permanentes alrededor de su boca y barbilla.
El traje del Hombre de Hojalata estaba hecho de bucarán recubierto de cuero, mientras que el aceite utilizado para engrasar sus articulaciones estaba hecho de sirope de chocolate. El disfraz del León estaba hecho de piel y pelo reales de león. Debido al pesado maquillaje, Lahr sólo podía tomar sopa y batidos en los descansos, lo que acabó por enfermarle. Al cabo de unos meses, Lahr se puso firme y pidió comidas normales durante retoques de maquillaje. Para la escena del "caballo de otro color", se utilizó gelatina para colorear los caballos blancos. Se utilizó amianto para conseguir algunos de los efectos especiales, como el palo de escoba en llamas de la bruja y la nieve falsa que cubre a Dorothy mientras duerme en el campo de amapolas.

## Música

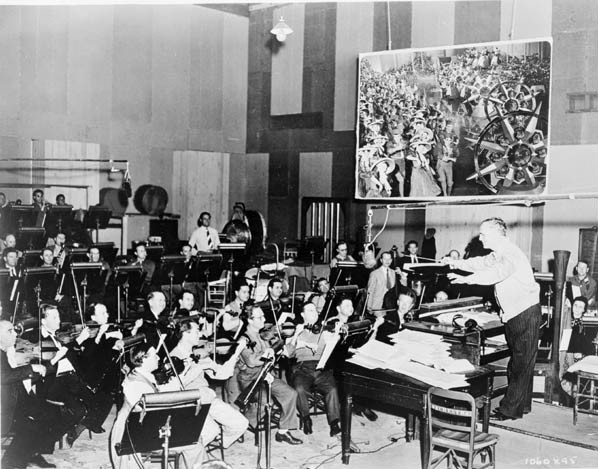
Publicidad que muestra cómo se grabó la música de la película.

Música y letras fueron escritas por Harold Arlen y E.Y. «Yip» Harburg, quienes ganaron dos premios Óscar por mejor música original y mejor canción por «Over the Rainbow».

## Premios y nominaciones
| Premio        | Fecha                 | Categoría                     | Nominado/a                                                                              | Resultado | Ref.   |
| ------------- | --------------------- | ----------------------------- | --------------------------------------------------------------------------------------- | --------- | ------ |
| Premios Oscar | 29 de febrero de 1940 | Producción sobresaliente      | Metro-Goldwyn-Mayer                                                                     | Nominada  | [ 17 ] |
| Premios Oscar | 29 de febrero de 1940 | Mejor Diseño de Producción    | Cedric Gibbons y William A. Horning                                                     | Nominados | [ 17 ] |
| Premios Oscar | 29 de febrero de 1940 | Mejor Banda Sonora            | Herbert Stothart                                                                        | Ganador   | [ 17 ] |
| Premios Oscar | 29 de febrero de 1940 | Mejor Canción Original        | "Over the Rainbow" Música de Harold Arlen, letra de E. Y. Harburg                       | Ganadores | [ 17 ] |
| Premios Oscar | 29 de febrero de 1940 | Mejor efectos especiales      | A. Arnold Gillespie y Douglas Shearer                                                   | Nominado  | [ 17 ] |
| Premios Oscar | 29 de febrero de 1940 | Premio Juvenil de la Academia | Judy Garland Por su destacada actuación juvenil en la pantalla durante el año anterior. | Honorada  | [ 17 ] |